# Fünf Gesänge
Fünf Gesänge für Sopran, Alt, Tenor und Bass is een compositie van Niels Gade. Gade schreef talloze liederen voor zangstem en piano. Daarnaast schreef hij ook een aantal voor het bovengemiddeld goed amateurkoor. Een van die composities is deze Vijf liederen opus 13. Het eigenaardige daarbij is dat vier van de liederen gebaseerd zijn op teksten van Emanuel Geibel en slechts een op een tekst van Ludwig Tieck. De teksten beelden een soort Vier jaargetijden uit:
1. Ritter Frühling (lente) in tempo allegro moderato toonsoort E majeur
2. Die Wasserrose (bloei) in tempo adagio toonsoort A majeur
3. Morgenwanderung (zomer) in tempo allegro moderato toonsoort c mineur
4. Herbstlied in tempo andantino quasi allegretto toonsoort a mineur/A majeur (Tieck)
5. Im Wald in tempo allegro non troppo toonsoort E majeur

De liederen zijn geschreven in Gades Duitse periode toen hij hevig onder de invloed was van de muziek van Felix Mendelssohn Bartholdy, ze worden dan ook vergeleken met diens Im Freien zu singen (opus 41).
Koor:
- sopranen
- alten
- tenoren
- bassen

Constanze Schleinitz was de vrouw van Heinrich Conrad Schleinitz, een invloedrijk man in de muziekwereld van Leipzig en Gewandhaus.